# Racing Club de Montevideo
Maillots
Le Racing Club de Montevideo, plus couramment abrégé en Racing CM, est un club uruguayen de football fondé en 1919 et basé à Montevideo, la capitale du pays.

## Historique
Dans les années 1900, la capitale de l'Uruguay, Montevideo, s'étend exponentiellement vers le nord et l'ouest. D'anciennes localités agricoles sont absorbés par la ville, et les jeunes travailleurs qui s'installent dans ces quartiers apportent également le football, créant des clubs pour pratiquer le sport. En 1919, certains de ces jeunes créent le Racing Club de Montevideo dans le quartier de Reducto, en hommage au club d'Avellaneda. 
Malgré ce nom, les joueurs restent connus comme les « cerveceros », les brasseurs, en raison de l'usine en face de laquelle l'équipe a commencé à jouer. Les couleurs choisis sont le blanc et le vert. Le premier maillot est blanc avec poche verte au niveau du cœur et short vert. Pour s'inscrire auprès de l'AUF, l'équipe doit impérativement avoir un terrain à sa disposition pour les matchs, et se délocalise donc pour un temps au nord de la ville, dans le quartier de Piedras Blancas.
Le club débute en troisième division en 1920, et profite de dissension interne dans l'AUF (qui voient plusieurs clubs la quitter pour protester, dont Peñarol) pour s'installer en première à partir de 1923. Le club gagne un autre surnom, l'escuelita, l'école, pour la qualité de sa formation, qui voit passer des grands noms comme Antonio Mazzone, qui marque lors du premier Pérou – Uruguay de l'histoire, ou Victoriano Santos Iriarte, buteur lors de la finale de la coupe du monde en 1930 contre l'Argentine. 
En 1941, le club se rapproche de son quartier d'origine de Reducto en inaugurant dans le quartier de Sayago le stade Osvaldo-Roberto.
Malgré son importance historique, le Racing reste un club du ventre mou du championnat uruguayen, se battant souvent plus contre la relégation que pour le titre dans le championnat. Il ne participe qu'une seule fois à la libertadores, terminant deuxième dans son groupe (mais sans se qualifier pour les huitièmes de finale) en 2010.

## Palmarès
| Compétitions nationales |
| --- |
| - Championnat d'Uruguay : - Vice-champion : 2014 (Ouverture). - Championnat d'Uruguay de deuxième division (5) : - Champion : 1955, 1958, 1974, 1989 et 2008. - Vice-champion : 1996. |

## Personnalités du club

### Présidents
| - José Silvio Pizzo (1939 - ?) - Julio César Olivera (? - 1948) - Raul Rodríguez (~ 2010) | - Williams Lucas (~ 2012) - Raúl Rodríguez - Nicolás Núñez |

### Entraîneurs
| - José Sasía (1972) - Julio Morales (1983 - 1987) - Ricardo Ortíz (1er juillet 1992 - 31 décembre 1992) - Adolfo Barán (1er juillet 1998 - 30 juin 1999) - Gerardo Pelusso (1er janvier 2000 - 31 décembre 2000) - Miguel Piazza (mai 2001) - Julio Acuña (17 avril 2002 - 31 décembre 2002) - Julio Acuña (1er janvier 2007 - 1er juillet 2007) - Eduardo Favaro (1er août 2007 - 27 décembre 2007) - José Puente (1er janvier 2008 - 31 décembre 2008) - Juan Verzeri (1er juillet 2008 - 6 mai 2010) - José Puente (2010) - Álvaro Regueira (octobre 2010) | - Edgardo Arias (4 octobre 2010 - 19 avril 2011) - Osvaldo Streccia (1er juille 2011 - 21 décembre 2011) - Jorge Giordano (23 décembre 2011 - 8 octobre 2012) - Miguel Angel Piazza (9 octobre 2012 - 3 janvier 2013) - Juan Tejera (5 janvier 2013 - 30 juin 2013) - Rosario Martínez (1er juillet 2013 - 31 décembre 2013) - Mauricio Larriera (3 janvier 2014 - 31 décembre 2014) - Darío Larrosa (avril 2015) - Darío Larrosa (septembre 2015 - décembre 2015) - Sebastián Taramasco (4 janvier 2016 - mai 2016) - Ney Morales (mai 2016 - juin 2016) - Ney Morales (septembre 2016 - ?) - Gustavo Biscayzacú (2020 - ) |